# Schickfus (Adelsgeschlecht)

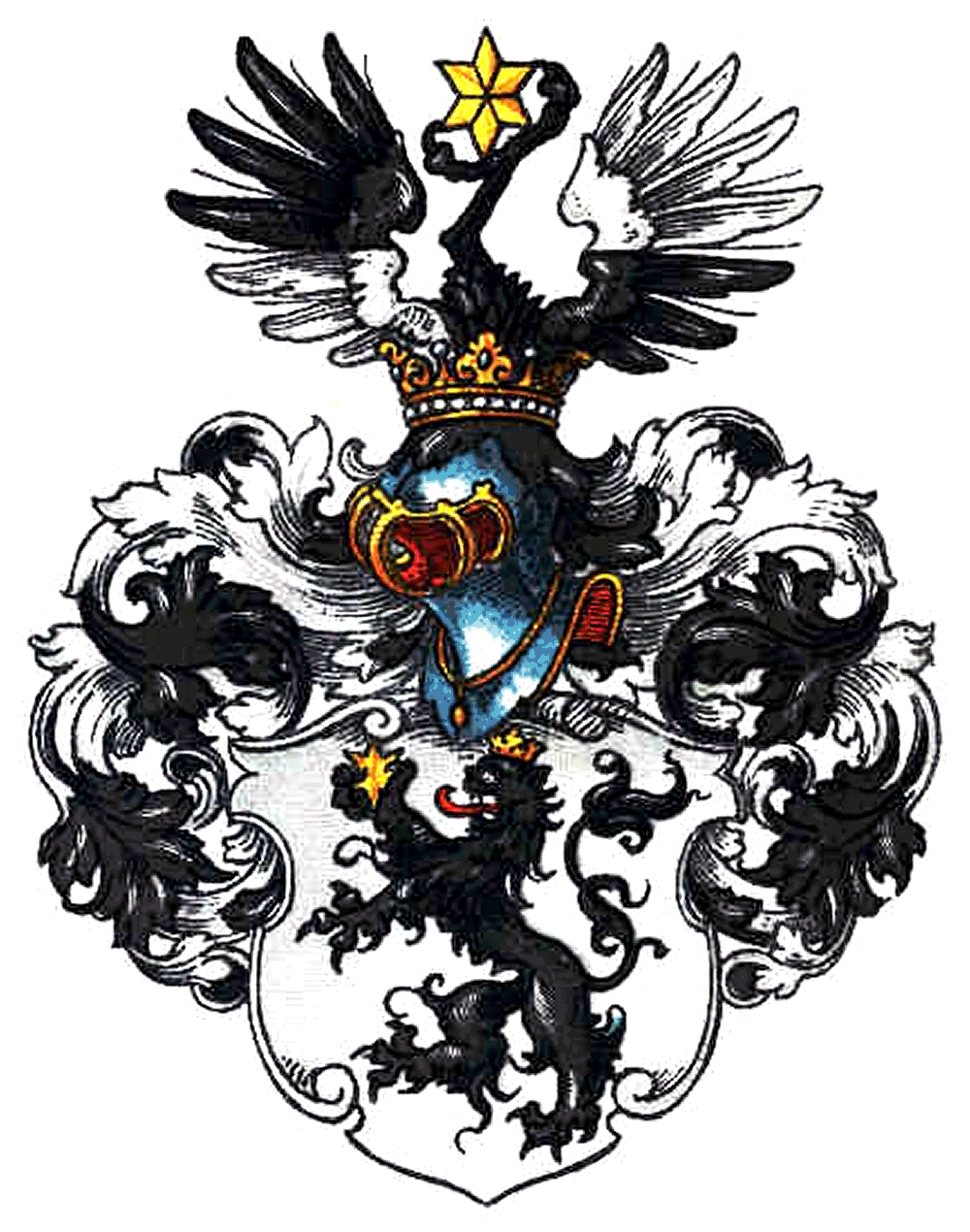
Stammwappen derer von Schickfus und Neudorff

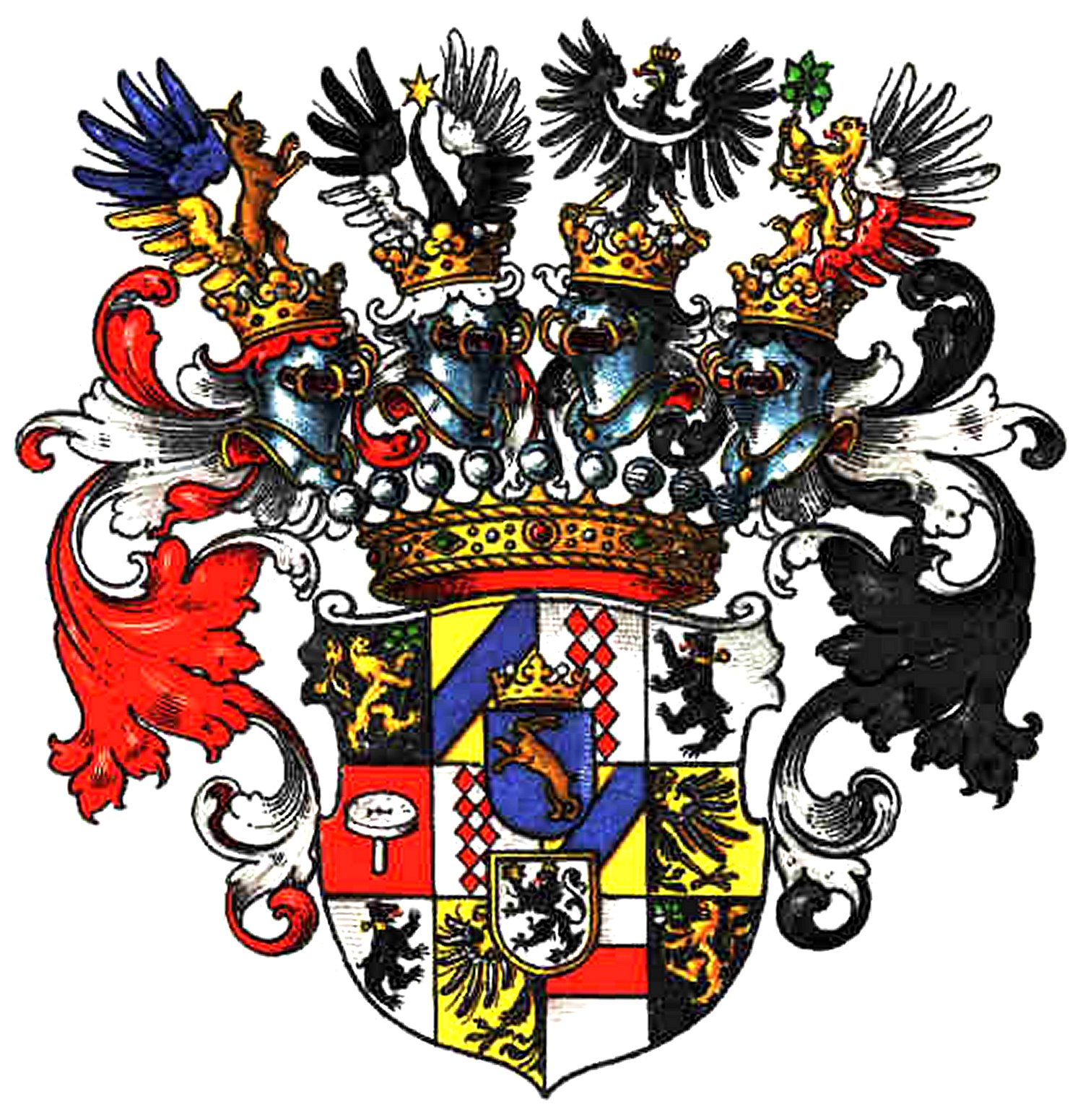
Wappen der Grafen von Hasslingen genannt von Schickfuss, 1824

Schickfus und Neudorff auch Schickfuss bzw. Schickfuß ist der Name eines früher in Schlesien begüterten Briefadelsgeschlechts.

## Geschichte
Das Geschlecht erscheint urkundlich erstmals mit Johannes dictus Schikfus, Schulze in Arnoldisdorf, Ohlau am 26. September 1332. Die Stammreihe beginnt mit Johannes (Hans)
Schick(e)fus aus Liegnitz (1474–1541) Stadtrichter u. Verweser der Erbvogtei in Neumarkt. Der in Schwiebus gebürtige Jurist und Historiker Jakob Schickfuß (1574–1637) wurde von Kaiser Ferdinand II. zum kaiserlichen Rat erhoben und erhielt 1626 für sich und seine Nachkommen den böhmischen Adelsstand mit dem Prädikat von Neudorff. Seine Nachkommen besaßen u a. die Rittergüter Petersdorf, Weinberg, Karlsdorf und Ober-Johnsdorf und Rankau im Weichbild Nimptsch bzw. Brieg; Ober- und Nieder-Queitsch im Weichbild Schweidnitz; Wasserjentsch und Pollogwitz im Weichbild Breslau; sowie Tomnitz im Weichbild Frankenstein. Um 1730 fungierte Leopold Deodatus von Schickfuß auf Petersdorf und Karlsdorf usw. als Landesältester des Weichbildes Nimptsch im Fürstentum Brieg.
Heinrich Graf von Hasslingen erbte von seinem Großvater mütterlicherseits Ernst Ferdinand von Schickfus-Neudorff die Rittergüter Queitsch, Floriansdorf und Altenburg im Kreis Schweidnitz und nahm 1824 mit königlich-preußischer Bestätigung für sich und seine Nachkommen den Namen und das Wappen derer von Schickfus an. Am 19. Juli 1890 erfolgte die preußische Namensfeststellung als „v. Schickfus u. Neudorff“ durch Heroldsamtsreskript. Dem 1890 geschlossenen Geschlechtsverband gehören auch die Grafen von Haslingen gen. von Schickfus an.

## Wappen
- Das Stammwappen zeigt in Silber einen goldgekrönten schwarzen Löwen, in der rechten Vorderpranke einen goldenen Stern haltend. Auf dem Helm mit schwarz–silbernen Helmdecken ein wachsender, den Stern haltender schwarzer Greifenfuß zwischen offenem, von Schwarz und Silber übereck–geteilten Flug
- Das Wappen von 1824 ist zweimal geteilt und dreimal gespalten, belegt mit zwei Mittelschilden. 1. gold gekrönt, in Blau ein aufgerichteter, rechtsgewendeter natürlicher Hase; 2. gold eingefasst, in Silber ein rechtsgewendeter, goldgekrönter, rotgezungter schwarzer Löwe mit einem sechsstrahligen goldenen Stern auf der rechten Vorderpranke. 5./14. in Schwarz ein einwärtsgekehrter, doppelschwänziger, rotgezungter goldener Löwe, welcher eine grüne Haselstaude in den Vorderpranken hält; 3./8. in Gold ein blauer Schräglinksbalken; 4./7. in Silber 10 in zwei Reihen pfahlweise gestellte rote Rauten; 6./13. in Silber ein einwärts gekehrter, aufgerichteter, rotgezungter schwarzer Bär mit goldener Halsbande; 9. in Gold Rot ein silberner Mühlstein auf einer silbernen Welle; 10./11. in Gold ein goldbewehrter, rotgezungter schwarzer halber Adler am Spalt; 12. in Silber ein roter Balken. Über Grafenkrone vier gekrönte Helme: 1. mit rot-silbernen Decken, ein schwarzes Horn überhöht von einem sechsstrahligen goldenen Stern zwischen offenem, schwarz–silbern übereck geteiltem Flug; 2. mit schwarz–silbernen Decken ein gekrönter, goldbewehrter, rotgezungter, rechtssehender schwarzer Adler mit einer silbernen Mondsichel auf der Brust; 3. mit rot-silbernen Decken der Hase des Herzschildes, einwärts gekehrt vor blau–gold geteiltem Flug; 4. mit schwarz–silbernen Decken der Löwe des 1./12. Feldes, einwärts gekehrt, vor silber–rot geteiltem Flug.[5]

## Angehörige
- Conrad Adam von Schickfuß und Neudorff (1708–1760), preußischer Landrat
- Emil von Schickfus und Neudorff (1854–1927), preußischer General der Infanterie
- Ernst Christian von Schickfus und Neudorff (1700–1771), Gutsherr und Landesältester[6]
- Erich von Schickfus und Neudorff (1880–1955), deutscher Generalmajor
- Jakob Schickfuß von Neudorf (1574–1637), deutscher Jurist und Historiker